# Joan Pagès i Vallgornera
Joan Pagès i Vallgornera, Prior claustral, paborde i canonge de la seu de Tortosa, va ésser nomenat President de la Generalitat de Catalunya el 22 de juliol de 1668.
Provenia de la família dels barons de Sant Joan de Pladecorts, al Vallespir. Aparentment era germà de Francesc Pagès i Vallgornera qui va incorporar al seu nom el cognom de Sentjust i va ser Conseller en Cap el 1675. L'altre germà Josep Pagès i Vallgornera va perdre les seves terres confiscades pel rei de França a la guerra dels Segadors i es va veure obligat a marxar cap a Tortosa.
Durant el seu trienni destaca la incursió en la política catalana del príncep Joan Josep d'Àustria, anomenat "príncep de la mar" per ser el comandant suprem de l'armada espanyola. El príncep havia estat virrei després de la capitulació de Barcelona de 1652 i tenia forces contactes